# Біля рідного порога
Біля рідного порога (англ. Touching Home) — американська драма 2008 року.

## Сюжет
Після відрахування з коледжу брати-близнюки з неблагополучної сім'ї змушені повернутися в рідне місто. Тут вони стикаються з численними сімейними проблемами. Але їх підтримує мрія стати професійними бейсболістами.

## У ролях
- Ед Харріс — Чарлі Вінстон
- Бред Дуріф — Клайд Вінстон
- Ішайа Бенбен — Рейчел
- Кріс Батлер — фельдшер
- Джеймс Карравей — гравець в покер / Джиммі
- Річард Конті — гравець в покер
- Девід Файн — гравець в покер / Рой Ріверс
- Роберт Форстер — Джим «Перк» Перкінс
- Рід Гнапп — гравець в покер / Рей Род Ріверс
- Брендон Хансен — Брауні
- Еван Джонс — Тіммі «Мак» МакКленахан
- Ларрі Кітагава — Movie Patron
- Джон Лафлін — Волтер Х'юстон
- Джордж Магуайр — гравець в покер / Піт
- Лі Мерівезер — Хелен
- Логан Міллер — Лейн
- Ной Міллер — Клінт
- Шейн Річардсон